# Wijken en buurten in Hoogezand-Sappemeer
De voormalige Nederlandse gemeente Hoogezand-Sappemeer is voor statistische doeleinden onderverdeeld in wijken en buurten. De gemeente is verdeeld in de volgende statistische wijken:
- Wijk 01 Foxham en Hoogezand-Noord (CBS-wijkcode:001801)
- Wijk 02 Hoogezand-Zuid (CBS-wijkcode:001802)
- Wijk 03 Kalkwijk (CBS-wijkcode:001803)
- Wijk 05 Kiel-Windeweer (CBS-wijkcode:001805)
- Wijk 06 Kropswolde (CBS-wijkcode:001806)
- Wijk 07 Foxhol (CBS-wijkcode:001807)
- Wijk 08 Westerbroek (CBS-wijkcode:001808)
- Wijk 09 Waterhuizen (CBS-wijkcode:001809)
- Wijk 11 Sappemeer (CBS-wijkcode:001811)

Een statistische wijk kan bestaan uit meerdere buurten. Onderstaande tabel geeft de buurtindeling met kentallen volgens het Centraal Bureau voor de Statistiek (2008):
| CBS-buurtcode | Buurtnaam                                | Inwonertal | Opp. totaal (ha) | Opp. land (ha) | Ligging                |
| ------------- | ---------------------------------------- | ---------- | ---------------- | -------------- | ---------------------- |
| BU00180101    | Noorderpark                              | 2860       | 64               | 59             | Locatie in de gemeente |
| BU00180102    | Westerpark                               | 900        | 23               | 23             | Locatie in de gemeente |
| BU00180103    | Beukemabuurt                             | 390        | 6                | 6              | Locatie in de gemeente |
| BU00180104    | Oosterpark                               | 610        | 22               | 22             | Locatie in de gemeente |
| BU00180105    | Martenshoek                              | 600        | 60               | 58             | Locatie in de gemeente |
| BU00180106    | Industriegebied Martenshoek              | 600        | 115              | 104            | Locatie in de gemeente |
| BU00180107    | Stadshart-Noord                          | 370        | 25               | 23             | Locatie in de gemeente |
| BU00180201    | Spoorstraat en Kieldiep                  | 1640       | 29               | 29             | Locatie in de gemeente |
| BU00180202    | Burgemeester van Royenstraat en omgeving | 780        | 26               | 26             | Locatie in de gemeente |
| BU00180203    | Gorecht-Noord                            | 1510       | 16               | 16             | Locatie in de gemeente |
| BU00180204    | Gorechtpark                              | 0          | 46               | 41             | Locatie in de gemeente |
| BU00180205    | Gorecht-West                             | 2910       | 41               | 41             | Locatie in de gemeente |
| BU00180206    | Woldwijck-West                           | 2120       | 61               | 60             | Locatie in de gemeente |
| BU00180207    | Woldwijck-Midden                         | 1530       | 43               | 43             | Locatie in de gemeente |
| BU00180208    | Woldwijck-Oost                           | 1570       | 55               | 53             | Locatie in de gemeente |
| BU00180209    | Kropswolderpolder                        | 0          | 39               | 39             | Locatie in de gemeente |
| BU00180210    | Gorechtpark-Oost                         | 360        | 17               | 17             | Locatie in de gemeente |
| BU00180301    | Stadshart-Zuid                           | 260        | 18               | 18             | Locatie in de gemeente |
| BU00180302    | Zuiderpark                               | 800        | 46               | 46             | Locatie in de gemeente |
| BU00180303    | De Dreven                                | 820        | 52               | 52             | Locatie in de gemeente |
| BU00180304    | De Vosholen-West                         | 760        | 32               | 32             | Locatie in de gemeente |
| BU00180305    | Kalkwijk-Zuid                            | 150        | 734              | 730            | Locatie in de gemeente |
| BU00180306    | Kalkwijk-Noord                           | 0          | 29               | 29             | Locatie in de gemeente |
| BU00180501    | Kiel-Windeweer                           | 710        | 59               | 52             | Locatie in de gemeente |
| BU00180502    | Kiel-Windeweer Buiten                    | 210        | 1389             | 1380           | Locatie in de gemeente |
| BU00180601    | Recreatiegebied Meerwijck                | 160        | 596              | 271            | Locatie in de gemeente |
| BU00180602    | Polder Kropswolde                        | 100        | 262              | 262            | Locatie in de gemeente |
| BU00180603    | Meerwijck                                | 1080       | 127              | 95             | Locatie in de gemeente |
| BU00180604    | Polder Wolfsbarge                        | 100        | 220              | 217            | Locatie in de gemeente |
| BU00180605    | Kropswolderbuitenpolder                  | 80         | 387              | 324            | Locatie in de gemeente |
| BU00180606    | Kropswolde                               | 180        | 19               | 19             | Locatie in de gemeente |
| BU00180701    | Foxhol                                   | 850        | 25               | 24             | Locatie in de gemeente |
| BU00180702    | Foxholsterbosch                          | 150        | 150              | 105            | Locatie in de gemeente |
| BU00180801    | Westerbroekstermolenpolder               | 330        | 587              | 577            | Locatie in de gemeente |
| BU00180802    | Westerbroekstermadepolder                | 0          | 208              | 196            | Locatie in de gemeente |
| BU00180803    | Industriegebied Winschoterdiep           | 150        | 244              | 225            | Locatie in de gemeente |
| BU00180804    | Westerbroek                              | 390        | 27               | 27             | Locatie in de gemeente |
| BU00180901    | Waterhuizen                              | 30         | 75               | 69             | Locatie in de gemeente |
| BU00181101    | Magrietpark                              | 1920       | 49               | 44             | Locatie in de gemeente |
| BU00181102    | Sappemeer-Oost                           | 750        | 75               | 66             | Locatie in de gemeente |
| BU00181103    | Boswijck-West                            | 1260       | 25               | 25             | Locatie in de gemeente |
| BU00181104    | Boswijck-Oost                            | 600        | 15               | 15             | Locatie in de gemeente |
| BU00181105    | Compagniesterpark                        | 1780       | 40               | 40             | Locatie in de gemeente |
| BU00181106    | De Vosholen-Oost                         | 480        | 39               | 37             | Locatie in de gemeente |
| BU00181107    | Nieuw Woelwijck                          | 640        | 207              | 207            | Locatie in de gemeente |
| BU00181108    | Polder De Nijverheid                     | 60         | 299              | 291            | Locatie in de gemeente |
| BU00181109    | Sappemeer-Noord                          | 880        | 582              | 577            | Locatie in de gemeente |